# Nymphoides fallax
Nymphoides fallax är en vattenklöverväxtart som beskrevs av Ornduff. Nymphoides fallax ingår i släktet sjögullssläktet, och familjen vattenklöverväxter. Inga underarter finns listade i Catalogue of Life.